# Cóelbad
Cóelbad est un Ard ri Érenn légendaire, qui aurait régné un an en 356 et 357 selon les dates traditionnelles des Annales des quatre maitres.

## Contexte
Cóelbad ou Cáelbad ou encore Cáelbhadh mac Cruinn Badhruighe dont le nom ne figure pas dans le Baile Chuinn Chétchathaig serait un descendant du héros légendaire Conall Cernach. Il serait le fils unique de Crunn ba Druí et de sa seconde épouse Findcháem une fille de Findchad Ulach du Cíannacht Glinne Gaimen. Il est roi d'Ulaid et devient Ard ri Érenn après avoir tué son prédécesseur Muiredach Tirech. L'année suivante il est tué à son tour par Eochaid Mugmedón, le fils et héritier de Muiredach Tirech.
Cóelbad est considéré dans les généalogies médiévales comme l'ancêtre des rois de Dál nAraidi issus de ses deux fils Sárán mac Cóelbad et Condlae mac Cóelbad.

## Famille et descendance
Les généalogies attribuent à Cóelbad deux épouses homonymes
1) Cainne fille de Cennfhinnán des Ui Labrada de Leinster dont :
- Nia Sluaig
- Leimne
- Condlae

2) Cainne Fhinn dont:
- Mac Cainne
- Cainnech Liath
- Cainnech Dub

Deux autres fils sont par ailleurs mentionnés : 
- Sárán
- Fíachna Lonn

## Sources
- (en) Edel Bhreathnach, The kingship and landscape of Tara,  Editor Four Courts Press for The Discovery Programme, Dublin, 2005,  (ISBN 1851829547) p. 171 & Table p. 354-355.
- (en) T.W Moody, F.X. Martin,F.J. Byrne, Maps, Genealogies, Lists. A companion to Irish History part II, Oxford, Oxford University Press, coll. « A New History of Ireland » (no 9), 2011, 674 p. (ISBN 9780199593064), p. 133 Genealogical Tables Kings of Ulster (Cruthin) to 972